# Coleophora squalorella
Coleophora squalorella — вид лускокрилих комах родини чохликових молей (Coleophoridae).

## Поширення
Вид поширений в Європі та Північній Азії від Австрії до Китаю. Мешкає у степах та напівпустелях.

## Опис
Розмах крил 12-14 мм.

## Спосіб життя
Метелики літають у серпні. Гусінь живиться квітами та плодами лободи і лутиги.